# Augiades
Augiades is een geslacht van vlinders van de familie dikkopjes (Hesperiidae), uit de onderfamilie Eudaminae.

## Soorten
- A. crinisus (Cramer, 1780)
- A. epimethea (Plötz, 1883)